# Hilara longispina
Hilara longispina är en tvåvingeart som beskrevs av Yang och Li 2001. Hilara longispina ingår i släktet Hilara och familjen dansflugor. Inga underarter finns listade i Catalogue of Life.